# Рядухой
Рядухо́й (Редухо́й) (чечен. РегӀдукъа, PeгӀa духие) — село в Шатойском районе Чеченской Республики. Входит в Борзойское сельское поселение.

## География
Село расположено чуть выше сляиния рек Аргун и Варанды, к юго-западу от районного центра Шатой.
Ближайшие населённые пункты: на севере — село Сюжи, на северо-востоке — село Вашиндарой, на юго-западе — село Борзой, на юго-востоке — село Нихалой, на востоке — село Горгачи, на северо-западе — село Высокогорное.

## Население
| 1990 | 2002 | 2010 |
| ---- | ---- | ---- |
| 140  | ↗233 | ↗269 |

В с. Рядухой проживают исключительно представители чеченского тайпа тумсой.